# Cười lên Dong-hae
Cười lên Dong-hae (tiếng Hàn: 웃어라 동해야; Hanja: 웃어라 東海야; Romaja: Useora Donghaeya là một drama truyền hình Hàn Quốc 2010 với sự tham gia của diễn viên Ji Chang-wook, Do Ji-won, Oh Ji-eun, Park Jeong-ah và Lee Jang-woo. Phim chiếu trên kênh KBS1 của Korean Broadcasting System từ 4 tháng 10 năm 2010 đến 13 tháng 5 năm 2011 từ thứ 2 đến thứ 6 lúc 20:25 gồm 159 tập.
Tại Việt Nam, phim được công ty cổ phần truyền thông Trí Việt (TVM Corp.) mua bản quyền và phát sóng trên kênh nhiều kênh truyền hình khác nhau tại Việt Nam.

## Phân vai
- Ji Chang-wook vai Carl Laker / Dong-hae
- Do Ji-won vai Anna Laker / Jo Dong-baek

Gia đình họ Lee
- Im Chae-moo vai Lee Kang-jae
- Lee Bo-hee vai Gye Sun-ok
- Alex Chu vai Lee Tae-hoon
- Oh Ji-eun vai Lee Bong-yi
- Kim Yoo-seok vai Lee Pil-jae
- Lee Joon-ha vai Lee Song-yi

Gia đình họ Kim
- Kang Seok-woo vai Kim Joon
- Jung Ae-ri vai Hong Hye-sook
- Lee Jang-woo vai Kim Do-jin

Gia đình họ Yoon
- Park Hae-mi vai Byun Sool-nyeo
- Park Jeong-ah vai Yoon Sae-hwa
- Lee Jooyeon vai Yoon Sae-young

Vai khácc
- Kim Sung-won vai Jo Pil-yong, ba ruột Anna
- Jung Young-sook vai Kim Mal-sun, mẹ ruột Anna
- Choi Yoon-so vai Baek Yoo-jin
- Lee Jung-ho vai Lee Dae-sam
- Jung Eun-woo vai Kim Sun-woo
- Kim Jin-soo vai Bang Ki-nam
- Kim Yoon-hee vai Jung Soon-hye
- Kang Chul-sung vai home shopping PD
- Kim Yoon-tae vai home shopping PD
- Kim Sung-hoon vai cảnh sát viên
- Seo Hye-jin vai y tế
- Ham Jin-sung vai nhân viên

## Giải thưởng
2011 KBS Drama Awards
- Excellence Award, Actor in a Daily Drama: Ji Chang-wook
- Excellence Award, Actress in a Daily Drama: Do Ji-won
- Best Supporting Actress: Park Jeong-ah
- Best New Actor: Lee Jang-woo